# Grandview (Illinois)
Grandview és una població dels Estats Units a l'estat d'Illinois. Segons el cens del 2000 tenia 1.537 habitants.

## Demografia
Segons el cens del 2000, Grandview tenia 1.537 habitants, 648 habitatges, i 417 famílies. La densitat de població era de 1.745,4 habitants/km².
Dels 648 habitatges en un 27,3% hi vivien nens de menys de 18 anys, en un 45,4% hi vivien parelles casades, en un 13,9% dones solteres, i en un 35,5% no eren unitats familiars. En el 28,2% dels habitatges hi vivien persones soles l'11,4% de les quals corresponia a persones de 65 anys o més que vivien soles. El nombre mitjà de persones vivint en cada habitatge era de 2,37 i el nombre mitjà de persones que vivien en cada família era de 2,89.
Per edats la població es repartia de la següent manera: un 23,6% tenia menys de 18 anys, un 7,5% entre 18 i 24, un 30,3% entre 25 i 44, un 21,5% de 45 a 60 i un 17,1% 65 anys o més.
L'edat mediana era de 38 anys. Per cada 100 dones de 18 o més anys hi havia 86,6 homes.
La renda mediana per habitatge era de 36.349 $ i la renda mediana per família de 39.485 $. Els homes tenien una renda mediana de 27.697 $ mentre que les dones 22.279 $. La renda per capita de la població era de 17.499 $. Aproximadament el 8,6% de les famílies i el 12,3% de la població estaven per davall del llindar de pobresa.

## Poblacions més properes
El següent diagrama mostra les poblacions més properes.